# Municipio de Tochtepec
El municipio de Tochtepec (del nahuatl: tochtli, tepetl, cerro, c ‘conejo, cerro, en’‘En el cerro de los conejos’) es uno de los 217 municipios que conforman al estado mexicano de Puebla. Fue fundado en 1895 y su cabecera es la ciudad de Tochtepec.

## Historia
Se remonta a los tiempos precoloniales, ya desde finales del año 1179 Tochtepec, junto con otros pueblos de la región, son conquistados y sometidos por los tolteca chichimecas. Documentos indican que Tochtepec existía como comunidad bien establecida y con un grado cultural desarrollado por lo menos desde el año 1000, desde esos tiempos remotos el pueblo surge con el nombre de Tochtepec y a sus pobladores se les conocía como tochtepeuas, en sus orígenes Tochtepec estuvo asentado al pie del cerro actualmente llamado cerro de Cristo Rey.

## Geografía
El municipio se encuentra a una altitud promedio de 1980 m s. n. m. y abarca un área de 102.10 km². Colinda al norte con el municipio de Santo Tomás Hueyotlipan, al oeste con Huitziltepec, Tepeyahualco de Cuauhtémoc y Tlanepantla, al sur con Xochitlán Todos Santos y al este con Tecamachalco.

## Demografía
De acuerdo al último censo, realizado por el INEGI en 2010, en el municipio hay una población total de 19701 habitantes, lo que le da una densidad de población aproximada de 192 habitantes por kilómetro cuadrado.

## Organización política
El H. Ayuntamiento de Tochtepec se conforma por un Síndico, seis Regidores de mayoría relativa, dos Regidores de representación proporcional y un Presidente Municipal que regula a toda la planilla electa. Las comisiones que el ayuntamiento debe atender y regular son: Gobernación, Hacienda, Obras Públicas, Industria y Comercio, Educación, Salud, Ecología y por supuesto Turismo. Para un mejor manejo de la administración pública, se apoya en tres Juntas Auxiliares, las cuales son electas por votación popular cada tres años, y están dirigidas por un Presidente Auxiliar Municipal y cuatro regidores. Actualmente el presidente municipal es el Dr. Zenón Badillo Telles, quien se mantiene al frente del cabildo desde el 15 de octubre del 2021 y estará en el cargo hasta octubre de 2024.[actualizar]
El municipio pertenece al Distrito Local Electoral número 17 y al Distrito Federal Electoral número 7.

## Desarrollo económico
En el año 2010 la PEA (Población Económicamente Activa) de Tochtepec era de 6,878 personas; de las cuales 5,123 eran hombres y tan solo 1,755 mujeres representando el 74.48% y el 25.52% respectivamente. De la PEA 170 personas no tenían ocupación alguna.
Mientras que la Población no Económicamente Activa, era de 7506 personas de las cuales 1563 eran del sexo masculino y 5,943 del sexo femenino, siendo el 20.82% hombres y el 79.18% mujeres.
Actividades primarias principales: siembra de alfafa verde, maíz de grano, tomate rojo, frijol; producción avícola y producción de leche de bovino.
Actividad secundaria principal: venta de energía eléctrica.
Actividades terciarias principales: se cuenta con un tianguis, tres oficinas postales, fábricas para la producción de alimentos derivados del lácteo y una sucursal de la banca en desarrollo.